# Sabah Tanah Airku
Sabah Tanah Airku (tiếng Việt: Sabah, quê hương tôi) là bang ca của Sabah, Malaysia. Bài hát này được sáng tác bởi H.B. Hermann và đã giành chiến thắng trong một cuộc thi để chọn ra bang ca vào năm 1963. Nó được chấp nhận cùng năm.

## Lời
| Tiếng Mã Lai | Tiếng Việt |
| --- | --- |
| Sabah tanah airku Negeri kita yang tercinta Pemuda pemudi Semua marilah Bangunlah bersatu semua Marilah bersama serta maju jaya Merdeka sepanjang masa Bersatu segala bangsa sentosa Sabah negeri merdeka | Sabah, quê hương tôi Tiểu bang yêu dấu của tôi Thanh niên nam nữ Tất cả hãy đến Tất cả chúng ta hãy vươn lên, đoàn kết Chúng ta hãy cùng nhau tiến lên Luôn luôn tự do Tất cả đoàn kết như một quốc gia hạnh phúc Sabah là một tiểu bang tự do |